# Alt-Marzahn
Alt-Marzahn ist der historisch erhaltene Dorfanger des bereits im Mittelalter entstandenen Dorfes Marzahn. Gleichzeitig ist es eine darin um den Dorfanger verlaufende Straße im Berliner Bezirk Marzahn-Hellersdorf.
Das gesamte Ensemble mit seinen niedrigen Häusern, der Dorfkirche mit dem Pfarr- und Gemeindehaus, dem historischen Straßenpflaster und einzelnen Gebäuden samt den äußeren Grünflächen steht unter Denkmalschutz. Zu den seit 1977 geschützten Gebäuden gehören außerdem die erste Dorfschule (Hausnummer 51), in der das Bezirksmuseum Marzahn-Hellersdorf eingerichtet wurde, und einige – wenn auch etwas umgebaute und vor allem im Inneren modernisierte – Bauernhäuser (Nummern 16–16c, 18–32, 35, 38–58, 62–64a, 66–70).

## Straße Alt-Marzahn

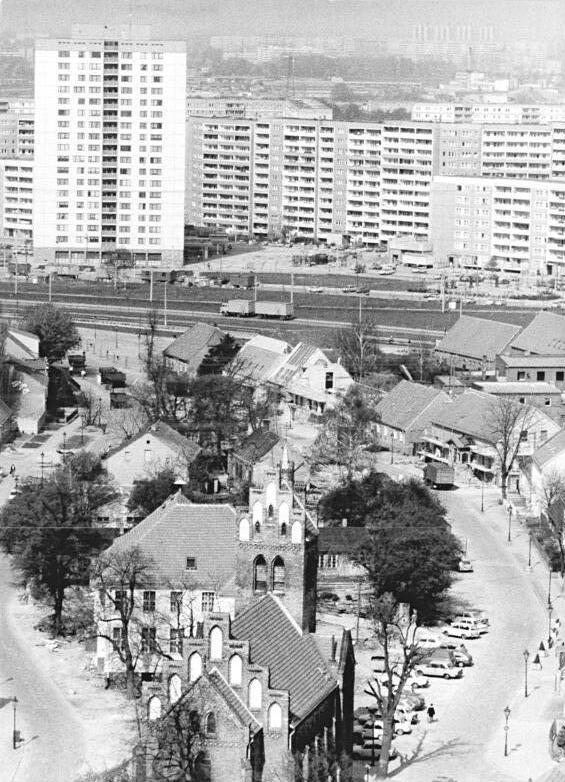
Alt-Marzahn mit der Dorfkirche vor den neuen Wohnhochhäusern, 1989

Der eigentliche Straßenbereich in typischer Spindelform um die Dorfkirche als Zentrum herum hieß anfangs Dorfaue, die am 11. Mai 1938 ihren heutigen Namen erhielt.
Zuerst führte der Fernhandelsweg von Berlin nach Altlandsberg und darüber hinaus durch den alten Dorfkern. Seit dem Bau der Großsiedlung Marzahn Ende der 1970er Jahre wird der Durchgangsverkehr über eine Umgehungsstraße nördlich davon umgeleitet. Alt-Marzahn als Verkehrsweg ist seitdem eine nur für Anlieger von der Landsberger Allee oder der Allee der Kosmonauten aus erreichbare Straße, zu der ein Nebenast von etwa 130 Meter Länge zwischen der Straße Hinter der Mühle und der südwestlichen Kolonistensiedlung gehört.
Unmittelbar im früheren Dorfkern ist die Straße noch mit Kopfsteinpflaster versehen; es gibt breite Fußwege und einen schmalen Grünstreifen dazwischen.

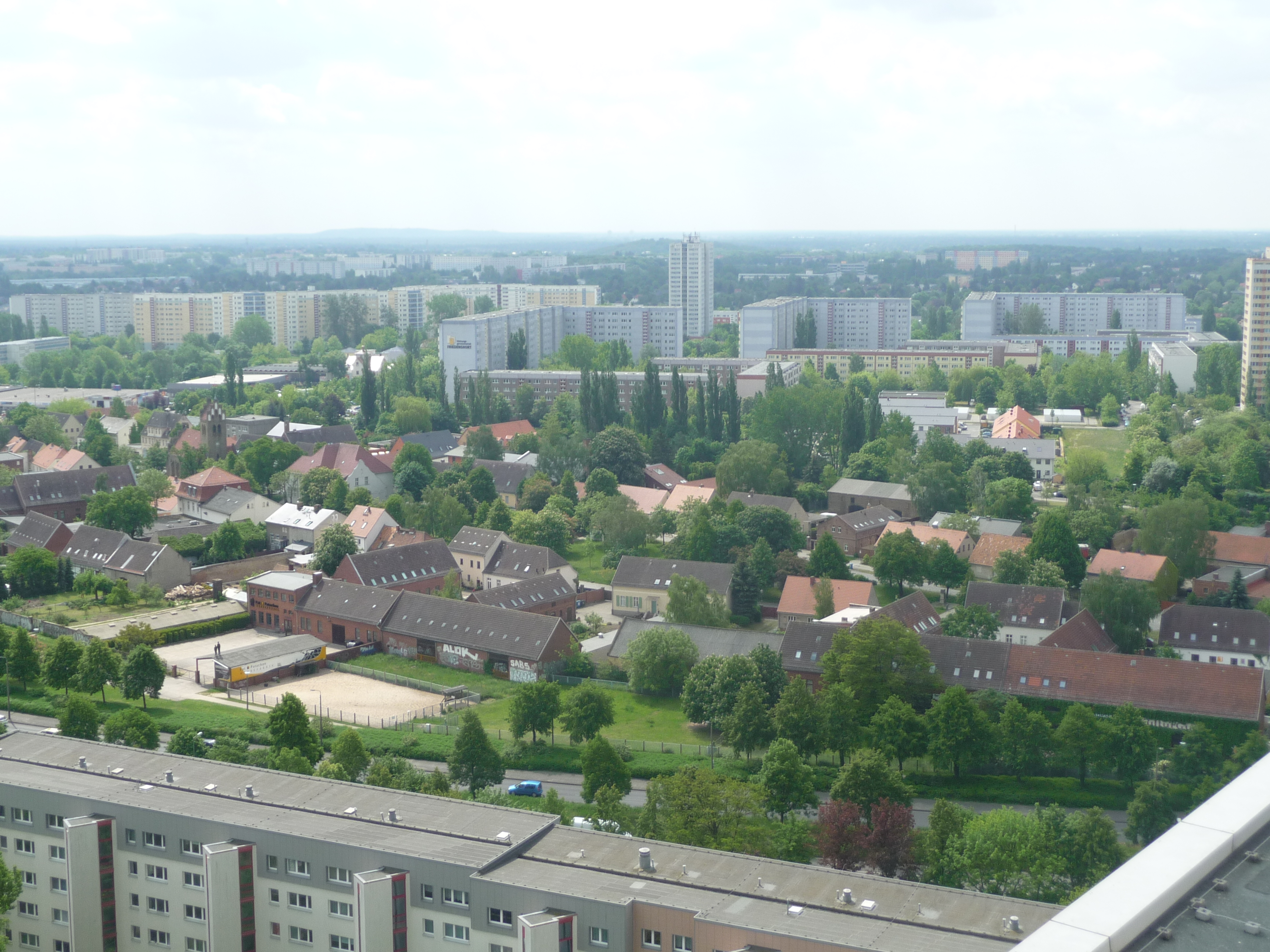
Alt-Marzahn

Direkt auf dem Anger sind die (zweite) Dorfkirche sowie das ehemalige Dorfschulhaus erhalten. Es wurde 1911/1912 nach Entwurf des Lichtenberger Baumeisters Paul Tarruhn errichtet. Das zweigeschossige Gebäude wurde bis 1977 als Lehranstalt genutzt, anschließend zog die Wohnungsverwaltung des Stadtbezirks Marzahn in die Räume. Von der Originalausstattung sind der Trinkbrunnen im Foyer sowie eine Wandtafel (heute in einem Ausstellungsraum) erhalten. Nach 1990 konnte das Haus umfassend und denkmalgeschützt saniert werden und beheimatet seitdem das Bezirksmuseum Marzahn-Hellersdorf.
Der frühere Kirchfriedhof hieß von dessen Auflassung 1879 bis zum Beginn des 20. Jahrhunderts Kantor-Filter-Platz nach dem ersten Dorfschullehrer und Kantor der Dorfkirche Marzahn Martin Hermann Rudolf Filter (1833–1897). Sein Grab befindet sich auf dem weiter östlich des Dorfangers (an der heutigen Landsberger Allee Ecke Allee der Kosmonauten) neu angelegten Gemeindefriedhof Marzahn, der 1975 geschlossen wurde.
Ein Teil des Dorfangers trug den Namen Ludwig-Dubick-Platz, er war nach dem ersten Marzahner Gemeindevorsteher benannt. Auf diesem Platz wurde 1920 ein Kriegerdenkmal aufgestellt, das heute unter Denkmalschutz steht.

## Lageplan von Alt-Marzahn

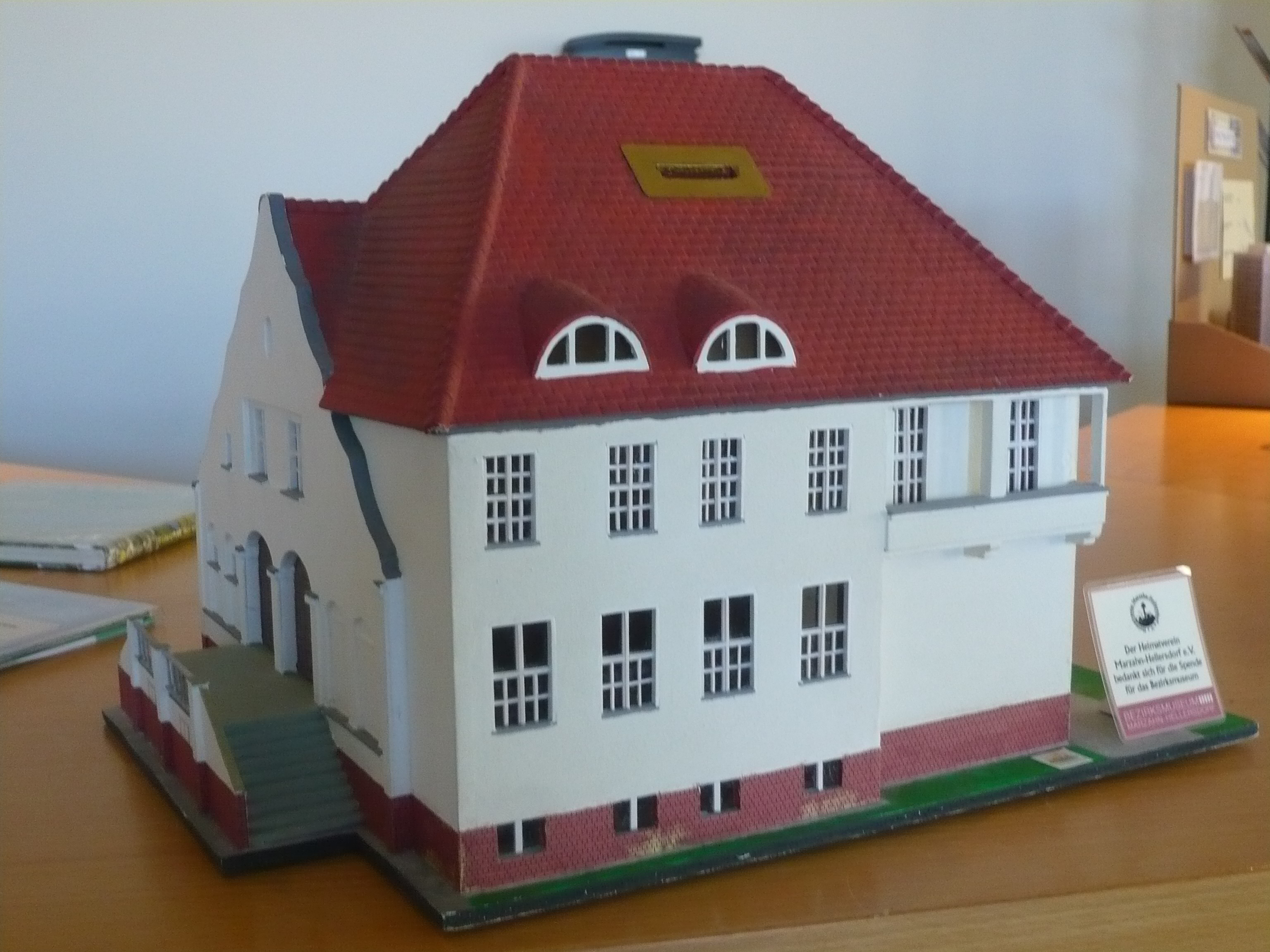
Modell des Schulhauses, des heutigen Museums im Museumsvorraum

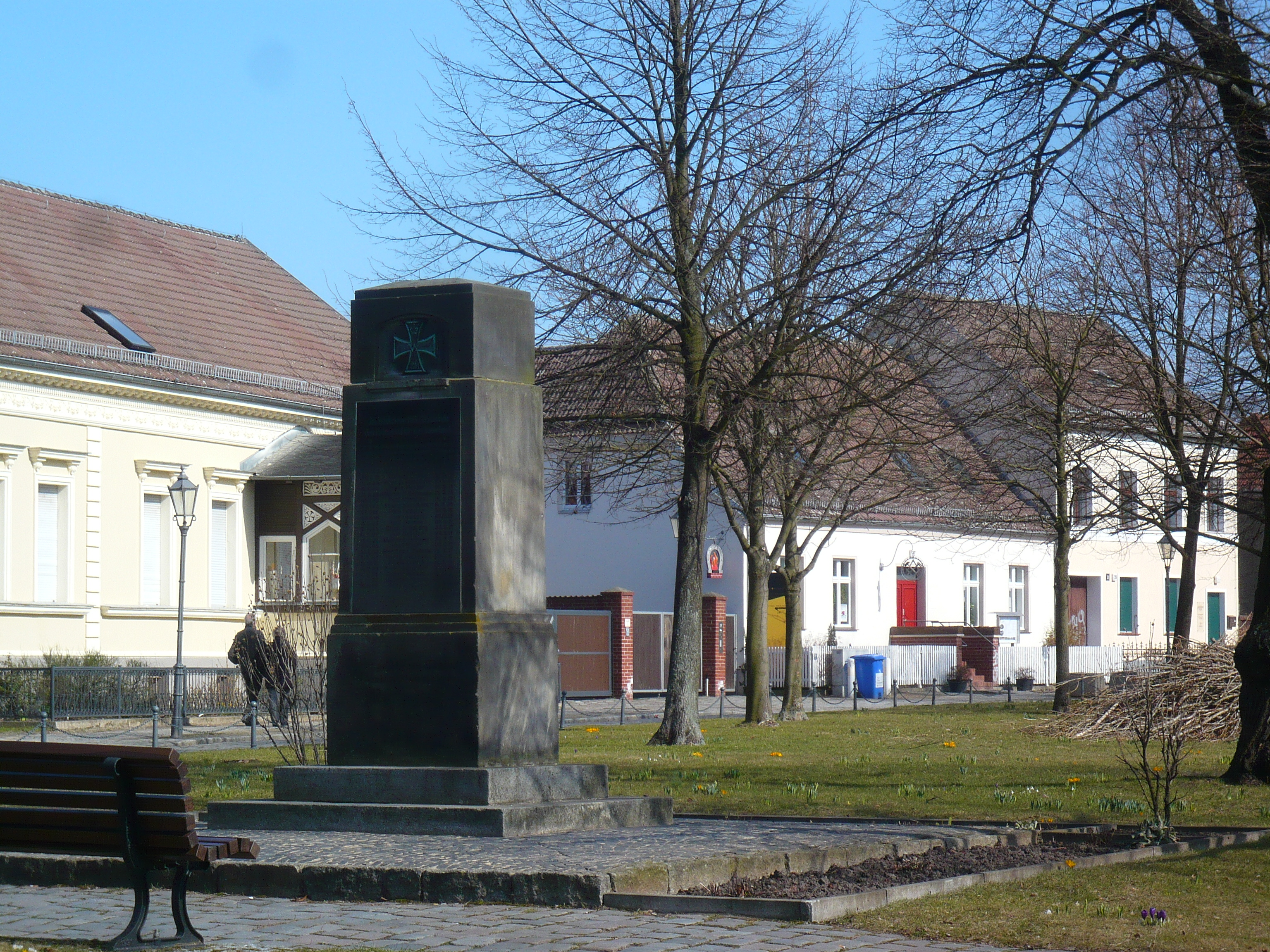
Kriegerdenkmal auf dem Anger

Die Ziffern (grau = Gewerbestandorte; grün = Bauwerke) bedeuten:

01–ev. Dorfkirche, 02–Museum,
 03–Mühle, 04–Tierhof
05–Ausstellung landwirtschaftlicher Maschinen, 06–Getreidelehrgarten
07–ev. Kindergarten, 08–Pfarr- und Gemeindehaus
09–Haus Nr. 57, 10–Gaststätte Marzahner Krug
11–Selbsthilfekontaktstelle, 12–Kriegerdenkmal
13–Infopunkt, 14–Haus Nr. 26
15–Haus Nr. 62, 16–Haus Nr. 64
17–Feuerwache, 18–Lesegarten
19–Gemeindefriedhof Marzahn, 20-kath. Kirche von der Verklärung des Herrn